# Graphiolaceae
Graphiolaceae är en familj av svampar. Graphiolaceae ingår i ordningen Exobasidiales, klassen Exobasidiomycetes, divisionen basidiesvampar och riket svampar.
| Graphiolaceae | \| \| Graphiola \| \| \| \| \| \| Stylina \| \| \| \| |
|               | \| \| Graphiola \| \| \| \| \| \| Stylina \| \| \| \| |
|               | Exobasidiaceae                                        |
|               |                                                       |
|               | Cryptobasidiaceae                                     |
|               |                                                       |
|               | Brachybasidiaceae                                     |
|               |                                                       |
|               | Phacellula                                            |
|               |                                                       |
|               | Cladosterigma                                         |
|               |                                                       |
|               | Graphiola                                             |
|               |                                                       |
|               | Stylina                                               |
|               |                                                       |

|  | Graphiola |
|  |           |
|  | Stylina   |
|  |           |